# Cratère de Kamensk

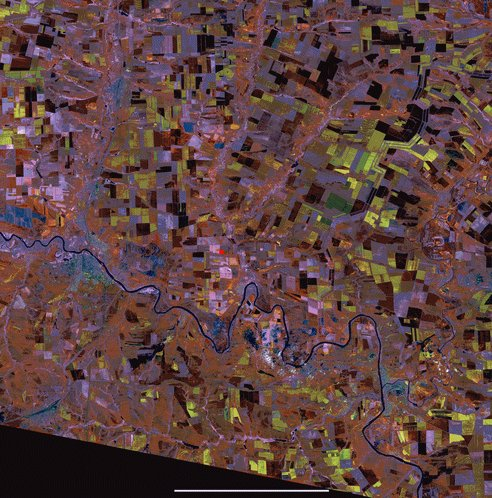
Photo satellite Landsat de la zone du cratère de Kamensk

Le cratère de Kamensk est un cratère d'impact situé dans l'oblast de Rostov en Russie, à environ 15 km de la ville de Kamensk-Ouralski.
Son diamètre est de 25 km et son âge est estimé à 49.0 ± 0.2 millions d'années. Il n'est pas visible depuis la surface, étant recouvert d'au moins 250 m de sédiments. Il a pu être formé en même temps qu'un plus petit cratère situé à proximité, le cratère de Gusev.